# Chironius quadricarinatus
Chironius quadricarinatus är en ormart som beskrevs av Boie 1827. Chironius quadricarinatus ingår i släktet Chironius och familjen snokar.
Arten förekommer i Brasilien söder om Amazonområdet och fram till delstaten Paraná. Den når även fram till centrala Paraguay och kanske till Bolivia. Habitatet utgörs av delvis lövfällande skogar.
Individerna vistas på marken och klättrar i träd. De jagar olika groddjur. Honor lägger ägg.
För beståndet är inga hot kända. IUCN listar Chironius quadricarinatus som livskraftig (LC).

## Underarter
Arten delas in i följande underarter:
- C. q. maculoventris
- C. q. quadricarinatus